# Champs-sur-Yonne
Champs-sur-Yonne – miejscowość i gmina we Francji, w regionie Burgundia-Franche-Comté, w departamencie Yonne.
Według danych na rok 1990 gminę zamieszkiwało 1525 osób, a gęstość zaludnienia wynosiła 347 osób/km² (wśród 2044 gmin Burgundii Champs-sur-Yonne plasuje się na 142. miejscu pod względem liczby ludności, natomiast pod względem powierzchni na miejscu 1271.).
W miejscowości urodził się Léon Binoche, francuski rugbysta, olimpijczyk, zdobywca złotego medalu w turnieju rugby union na Letnich Igrzyskach Olimpijskich w 1900 roku w Paryżu, mistrz Francji w 1900 i 1902 roku.